# Lobeza obliquilinea
Lobeza obliquilinea är en fjärilsart som beskrevs av William Schaus 1920. Lobeza obliquilinea ingår i släktet Lobeza och familjen tandspinnare. Inga underarter finns listade i Catalogue of Life.